# Karol Sevilla
Karol Itzitery Piña Cisneros, mer känd som Karol Sevilla, född 9 november 1999 i Mexico City i Mexiko, är en mexikansk skådespelare och sångare. Sevilla blev först känd för att ha spelar varierande roller i La rosa de Guadalupe, mest känd är Sevilla för att ha spelat huvudrollen som Luna Valente i latinamerikanska Disney Channels telenovela Soy Luna.

## Filmografi
| År        | Titel                           | Roll                                | Notering                                                              |
| --------- | ------------------------------- | ----------------------------------- | --------------------------------------------------------------------- |
| 2008      | Spam                            | Flickan i olyckan                   | Cast                                                                  |
| 2008–2015 | La rosa de Guadalupe            | Varierande roller                   | 11 avsnitt                                                            |
| 2009      | Mujeres asesinas                | ung Cecilia                         | Avsnitt: "Cecilia, prohibida"                                         |
| 2010–2011 | Para volver a amar              | Monse                               | 4 avsnitt                                                             |
| 2011      | Amorcito corazón                | María Luz "Marilu" Lobo Ballesteros | Avsnitt: "El engaño" and "Primer encuentro"                           |
| 2012–2014 | Como dice el dicho              | TatisRenata                         | Avsnitt: " Despacio que voy deprisa"Avsnitt: "No vale la pena llorar" |
| 2013      | Qué bonito amor                 | Lucía                               |                                                                       |
| 2016      | Pijama Party                    | Sig själv                           | 2 avsnitt                                                             |
| 2016–2018 | Soy Luna                        | Luna Valente / Sol Benson           | Huvudroll                                                             |
| 2017      | Junior Express                  | Angie                               | Speciell gäst                                                         |
| 2018      | Röjar-Ralf kraschar internet    | Dani Fernández                      | Röstroll; spansk dubbning                                             |
| 2019      | Pequeños Gigantes               | Sig själv                           | Jury (säsong 4); 7 avsnitt                                            |
| 2019      | Quien Es La Máscara             | Sig själv                           | Speciell gäst                                                         |
| 2020      | Yo Vivo, Carlos Rivera          | Sig själv / Luna Valente            | Speciell gäst                                                         |
| 2020      | Kids' Choice Awards México 2020 | Sig själv                           | Värd                                                                  |
| 2020      | Latin Grammy 2020               | Sig själv                           | Värd                                                                  |
| 2020      | American Music Awards of 2020   | Sig själv                           | Värd                                                                  |
| 2021      | Soy Luna: El último concierto   | Sig själv / Luna Valente            | Disney+ special                                                       |
| 2022–2024 | Siempre Fui Yo                  | Guadalupe Díaz                      | Efterbearbetning                                                      |

## Diskografi
Soundtracks
- Soy Luna (2016)
- Música en ti (2016)
- La vida es un sueño
- Soy Luna: Remixes
- Coco (Banda Sonora Original en Español) (2017)
- Modo Amar
- Wifi Ralph (2018)
- Soltero con hijas: Soundtrack (2020)
- Que le pasa a mi familia: Soundtrack (2021)